# TK 엔터테인먼트
TK 엔터테인먼트(TK Entertainment) 2011년에 설립된 대한민국의 연예 기획사이다.

## 소속 연예인

### 현재 소속 연예인
- 라피스라줄리

## 과거 소속 연예인
- 김필
- 써스포